# La Hiniesta
La Hiniesta és un municipi de la província de Zamora, a la comunitat autònoma de Castella i Lleó.

## Demografia
| 1996 | 2001 | 2004 |
| ---- | ---- | ---- |
| 406  | 386  | 364  |